# 53. østlige længdekreds
Den 53. østlige længdekreds (eller 53 grader østlig længde) er en længdekreds, der ligger 53 grader øst for nulmeridianen. Den løber gennem Ishavet, Europa, Asien, det Indiske Ocean, det Sydlige Ishav og Antarktis.